# Mario Bunge
Mario Bunge (21. srpna 1919, Buenos Aires – 25. února 2020 Montréal) byl argentinský filozof a fyzik,
profesor filozofie na McGillově univerzitě v kanadském Montréalu.
Jeho doménou byla filozofie vědy. Je znám jako striktní racionalista, materialista a odpůrce postmodernismu, psychoanalýzy a marxismu. K jeho nejznámějším pracím patří osmidílná kniha Treatise on Basic Philosophy.
Vystudoval fyziku na Universidad Nacional de La Plata v Argentině, doktorát zde získal roku 1952. V letech 1956–1966 zde pak učil. V roce 1966 Argentinu opustil. Roku 1982 obdržel Cenu kněžny asturské.  Mario Bunge byl členem mnoha vědeckých společností a obdržel 19 čestných doktorátů.